# Nephrotoma semicincta
Nephrotoma semicincta är en tvåvingeart som beskrevs av Alexander 1951. Nephrotoma semicincta ingår i släktet Nephrotoma och familjen storharkrankar. Inga underarter finns listade i Catalogue of Life.